# Krapkowice

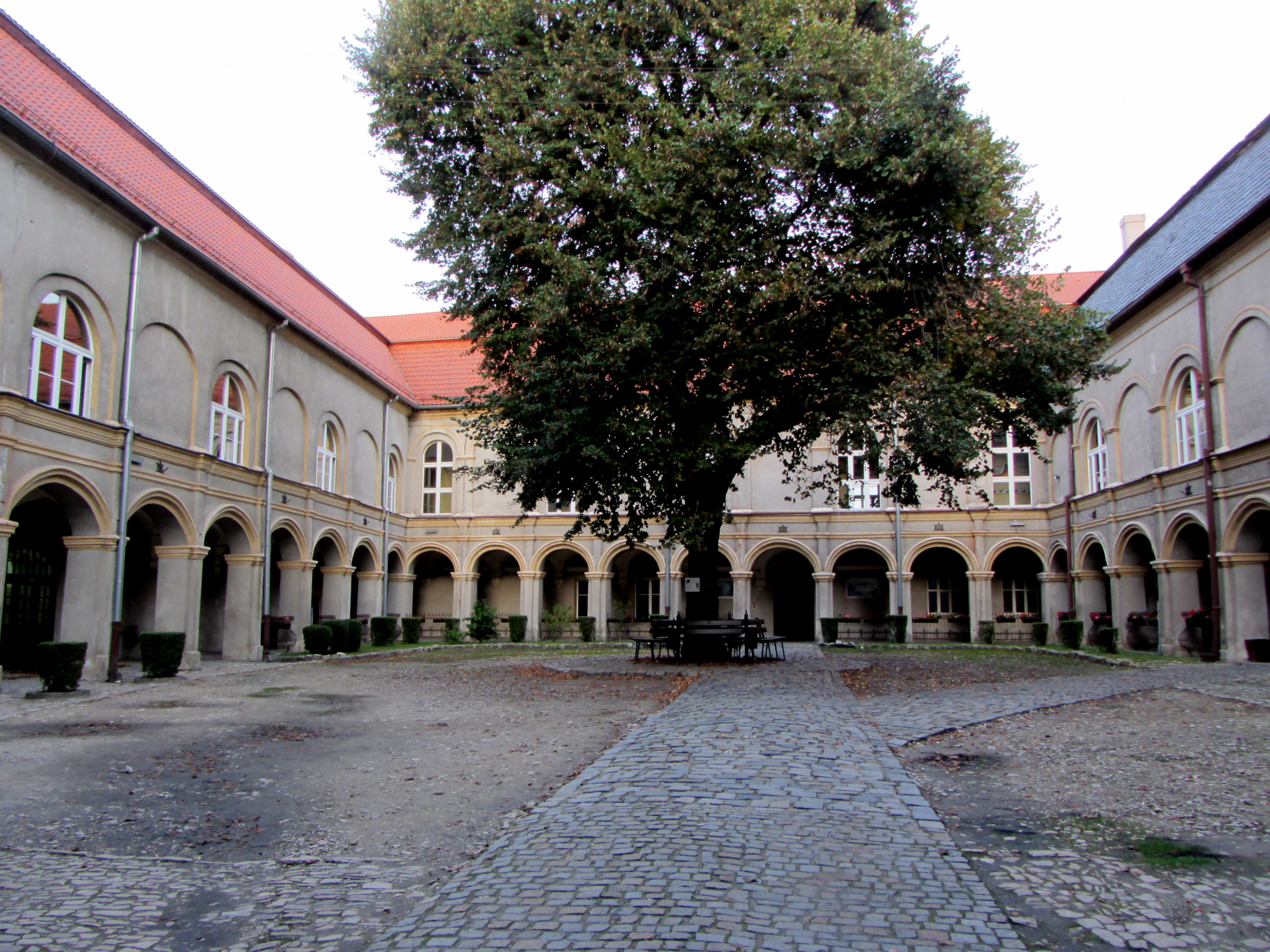
Nádvoří krapkowického zámku

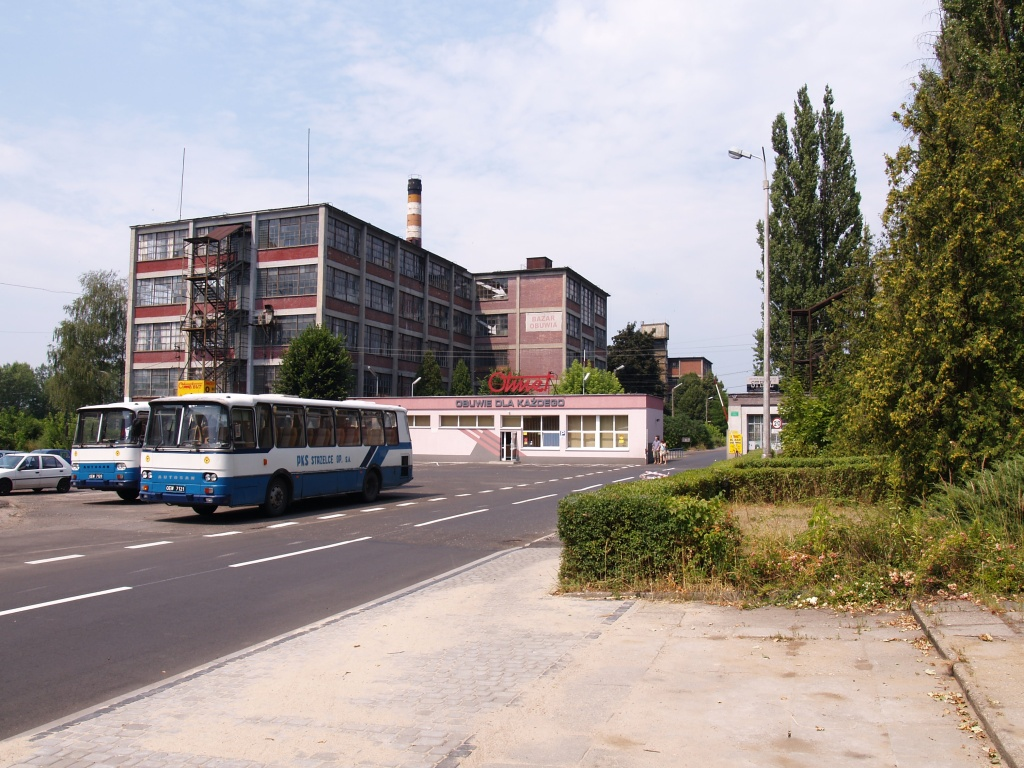
Bývalá Baťova továrna (2006)

Krapkowice (česky Chrapkovice, německy Krappitz) jsou město v jižním Polsku v Opolském vojvodství, sídlo okresu Krapkowice. Leží na historickém území Horního Slezska na soutoku Osoblahy a Odry v geomorfologickém celku Ratibořská kotlina, zhruba 20 km jižně od Opolí. Sousedí s městem Gogolin. V roce 2024 mělo 15 282 obyvatel. Při sčítání lidu 2011 se jich 11 % hlásilo k německé národnosti.

## Dějiny
První písemná zmínka o Krapkowicích (Chrapkovicích) pochází z roku 1204. Jako město byly Krapkowice lokovány roku 1284 podle magdeburského městského práva. V roce 1294 dal kníže Boleslav I. Opolský měšťanům do užívání za pravidelnou roční platbu 8 morg pastvin mezi Osoblahou a Odrou (Morga je historická polská plošná míra, asi 0,5 ha, původně plocha, kterou bylo možno obhospodařit jedním koňským spřežením za den.) a dva nedaleké rybníky.  Krapkowice sdílely osud Opolského knížectví, potažmo v letech 1313–1460 Střeleckého, tedy byly až do roku 1742 součástí Zemí Koruny české. Po první slezské válce připadly Prusku a na území německého státu (Německého císařství, Výmarské republiky, Třetí říše) se nacházely až do roku 1945.
Zdejší panství nejdéle patřilo Redernům (1582–1765) a Haugvicům (1765–1945).
Výstavba železniční trati (1887) a regulace Odry (1888–1897) přispěly k industrializaci mestečka na přelomu 19. a 20. století: vznikla zde mj. továrna na koberce (1889), papírna (1901) a celulózové závody (1903).
V hornoslezském plebiscitu se 96,1 % obyvatel vyslovilo pro setrvání v Německu. K Polsku bylo město přičleněno až po druhé světové válce. Dodnes je významným střediskem německé národnostní menšiny.

## Otmęt a obuvnictví
Vlastní Krapkowice leží na levém břehu Odry. Na pravém břehu se rozkládá městská část Otmęt (Ottmuth) – dříve samostatná obec připojená v roce 1961. Zde byla roku 1931 založena Baťova továrna, kolem níž vyrostl jeden z typických baťovských satelitů.
Po znárodnění byly Slezské kožedělné závody (Śląskie Zakłady Przemysłu Skórzanego) „Otmęt” jedním z nejvýznamnějších polských výrobců obuvi a značka „Otmęt”, na níž po transformaci a uzavření původní továrny navázalo několik soukromých firem, je dodnes ceněnou obuvnickou značkou v Polsku.

## Památky
Mezi památky Krapkowic patří:
- Baťovské sídliště v Otmętu ze 30. let 20. století;
- Zástavba historického jádra s mnohokrát přestavovaným zámkem (nyní sídlo střední odborné školy), farním kostelem svatého Mikuláše a pozůstatky hradeb včetně Věže horní brány vybavené renesanční atikou;
- Židovský hřbitov v ulici Kolejowa s 80 zachovanými macevami;
- Soubor tří historických vápenných pecí z 19. století v ulici Opolska;

## Doprava
Krapkowice jsou napojeny na dálnici A4. Kromě toho městem prochází státní silnice č. 45, která vede od českých hranic přes Ratiboř do Opolí, a krajské silnice ve směru Kandřína-Kozlí, Horního Hlohova a Prudníku.
Osobní provoz na železniční trati Gogolin – Prudník byl zastaven v roce 1991. Při povodních v červenci 1997 došlo ke stržení železničního mostu přes Odru a úsek z Krapkowic do Gogolina byl následně rozebrán. Zbývající část trati slouží v současnosti příležitostné nákladní dopravě včetně obsluhy Ústředního skladu výbušnin, který se nachází v lesích severozápadně od města. S obnovou osobních vlaků se nepočítá. Nejbližší vlaková stanice se nachází v sousedním Gogolině.
Autobusovou dopravu zajišťují dopravní podniky PKS Strzelce Opolskie a PKS Opole a také minibusový dopravce LUZ.

## Partnerská města
- Camas, Virginie, USA
- Hillsboro, Oregon, USA
- Lipová-lázně, Česko
- Morawica, Polsko
- Neugerdorf, Německo
- Northeim, Německo
- Partizánske, Slovensko
- Rohatyn, Ukrajina
- Zabierzów, Polsko